# تمكين خليل زاده
تامكين خليل زاد (6 أغسطس 1993 بباكو في أذربيجان - ) هو لاعب كرة قدم أذربيجاني في مركز الوسط. لعب مع نادي زيرا.

## روابط خارجية
- تمكين خليل زاده على موقع الاتحاد الدولي (مؤرشف)  (الإنجليزية)
- تمكين خليل زاده على موقع الاتحاد الأوربي (الإنجليزية)
- تمكين خليل زاده على موقع إي إس بي إن إف سي (الإنجليزية)
- تمكين خليل زاده على موقع قاعدة بيانات كرة القدم.إي يو (الإنجليزية)
- تمكين خليل زاده على موقع ناشيونال فوتبول تيمز (الإنجليزية)
- تمكين خليل زاده على موقع Soccerway.com (الإنجليزية)
- تمكين خليل زاده على موقع عالم كرة القدم.نت (الإنجليزية)
- تمكين خليل زاده على موقع AS.com (الإسبانية)